# Libero Andreotti
Libero Andreotti (Pescia, 15 de junio de 1875 - Florencia, 4 de abril de 1933) fue un escultor, ilustrador y ceramista italiano.

## Biografía

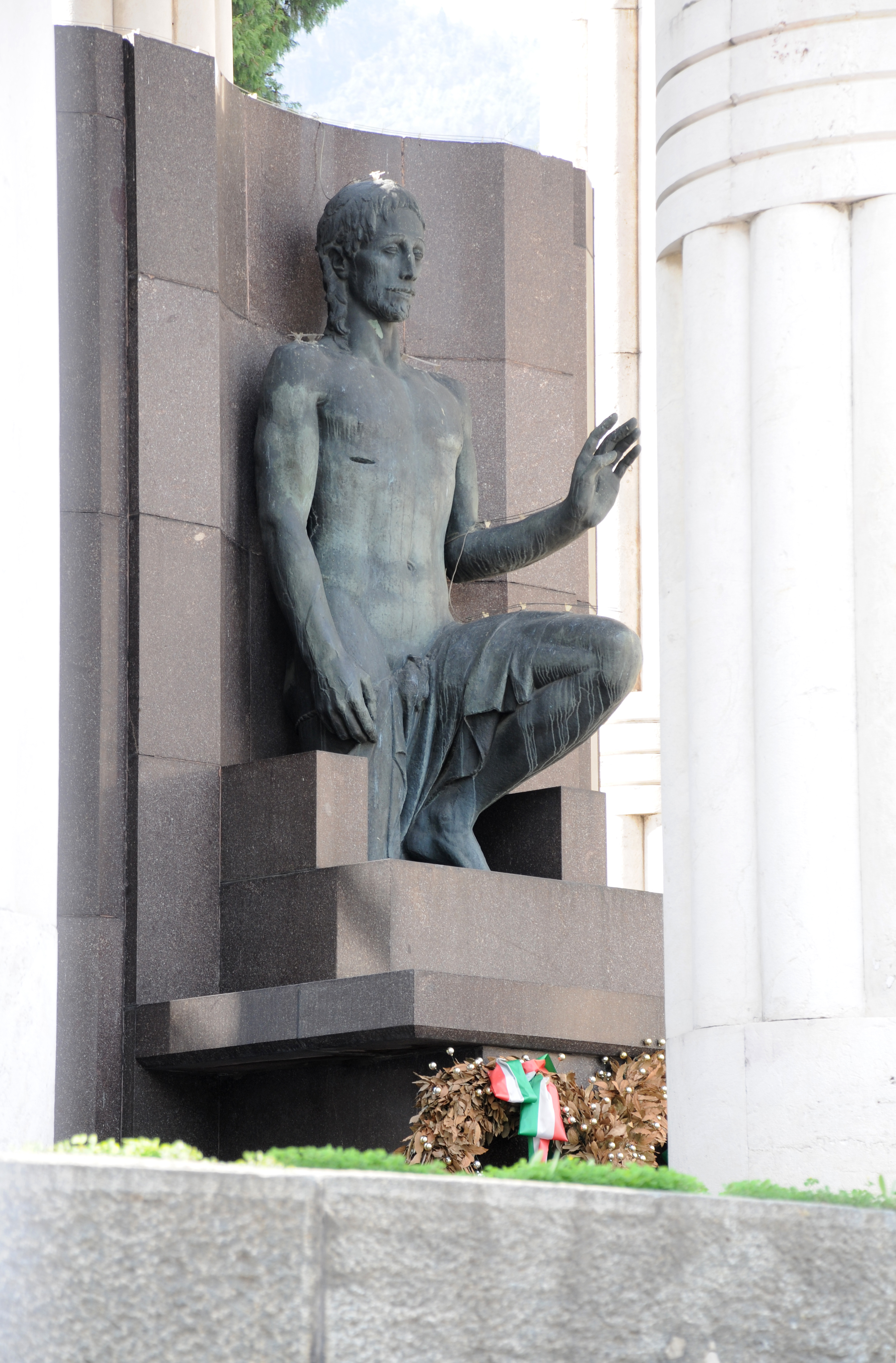
Monumento a la Victoria en Bolzano, Cristo Redentor.

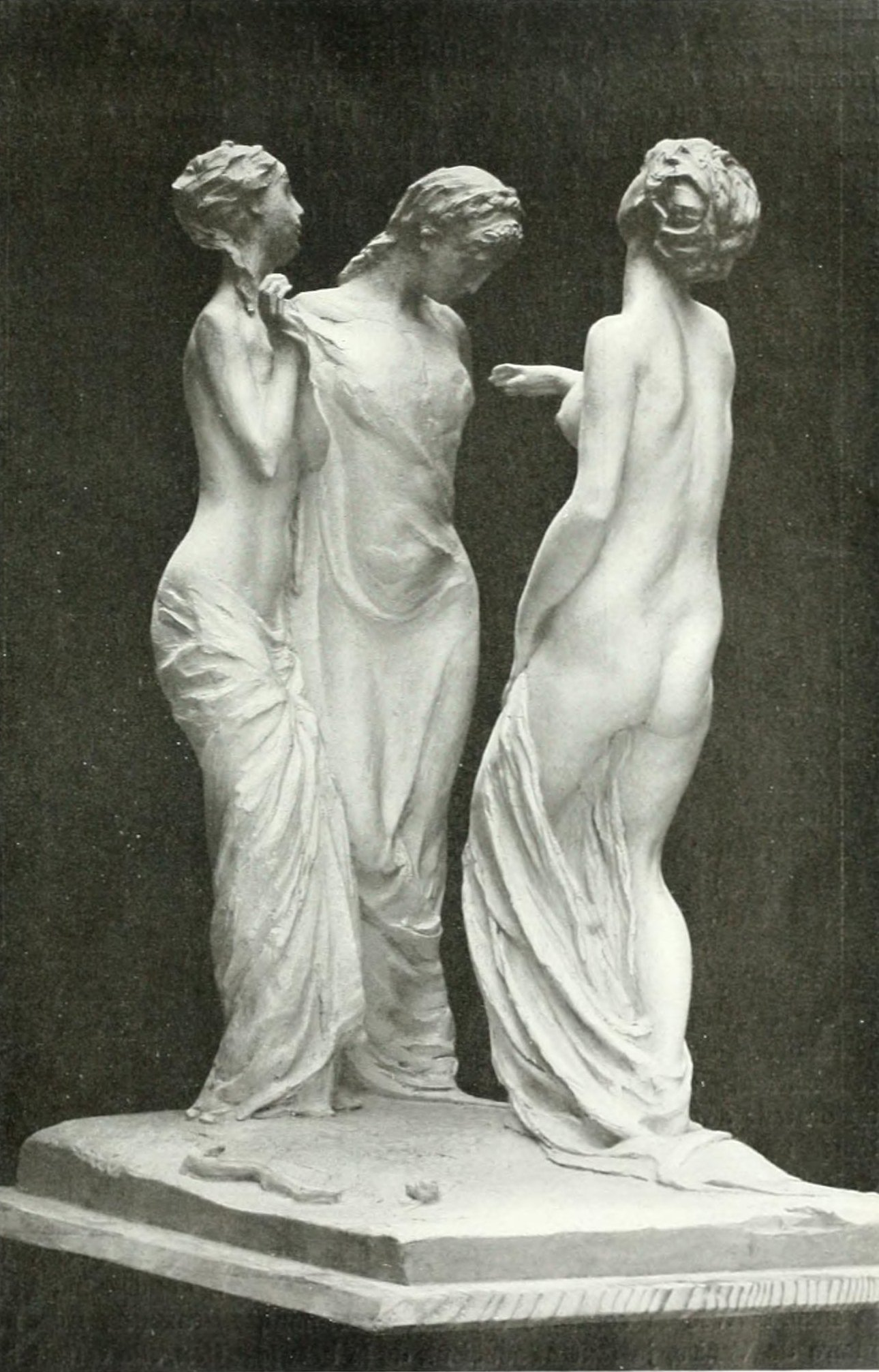
Les trois Parques

Nacido en Pescia en 1875, trabajó como herrero hasta 1892, cuando se trasladó a Lucca. Allí conoció a Giovanni Pascoli y, con ayuda de su tío, empezó a publicar sus ilustraciones en el semanario socialista La Battaglia, de la editorial Sandron de Palermo.
De regreso a Florencia, a principios del siglo XX, comenzó a practicar la escultura en el taller de Mario Galli, junto con la pintura, el arte de la caricatura y la ilustración.
Poco después, se trasladó a Milán, donde conoció a Vittore Grubicy de Dragon, quien le invitó a participar en la séptima Bienal de Arte de Venecia de 1907.
Se trasladó a París en 1909, donde se relaciona con el modisto y mecenas Jean Philippe Worth, quien le introdujo en la élite social y artística. Al estallar la Primera Guerra Mundial, regresa a Italia e inicia una gran amistad con el crítico de arte Ugo Ojetti.
En 1920 contrae matrimonio con Margherita Carpi, hermana del pintor Aldo Carpi, de Milán. Durante esos años, también impartió clases de escultura decorativa en el Istituto Statale D'Arte de Florencia.
Sus obras abordan temas religiosos. También trabajó en monumentos conmemorativos de guerra.
Falleció repentinamente en Florencia el 4 de abril de 1933.

## Legado
A su fallecimiento, más de 200 moldes de yeso quedaron almacenados en la Academia de Bellas Artes de Florencia que, a finales de la década de 1950, fueron trasladados a la casa familiar en el Lungarno Cellini.
En 1976, Raffaele Monti, en colaboración con Carlo L. Ragghianti organizó una exposición en Pescia, recuperando la gipsoteca de Florencia.
En 1978 los hijos de Andreotti, Lupo y Aldo, donaron todo el patrimonio artístico de su padre, junto con su archivo personal, con la condición de que fuera expuesto en el Palacio del Podestà, recientemente restaurado.
La gipsoteca fue inaugurada en 1992, con la colaboración de la Superintendencia de Florencia y bajo la dirección de Raffaella Melucci y Stefano Nardini. Las obras fueron catalogadas siguiendo criterios temáticos y cronológicos. La colección recoge aproximadamente 250 piezas. En la segunda planta del edificio, se encuentra el archivo personal de Andreotti, que cuenta con 5600 documentos que incluye cartas, documentos, imágenes, dibujos, recortes de periódicos, etc.

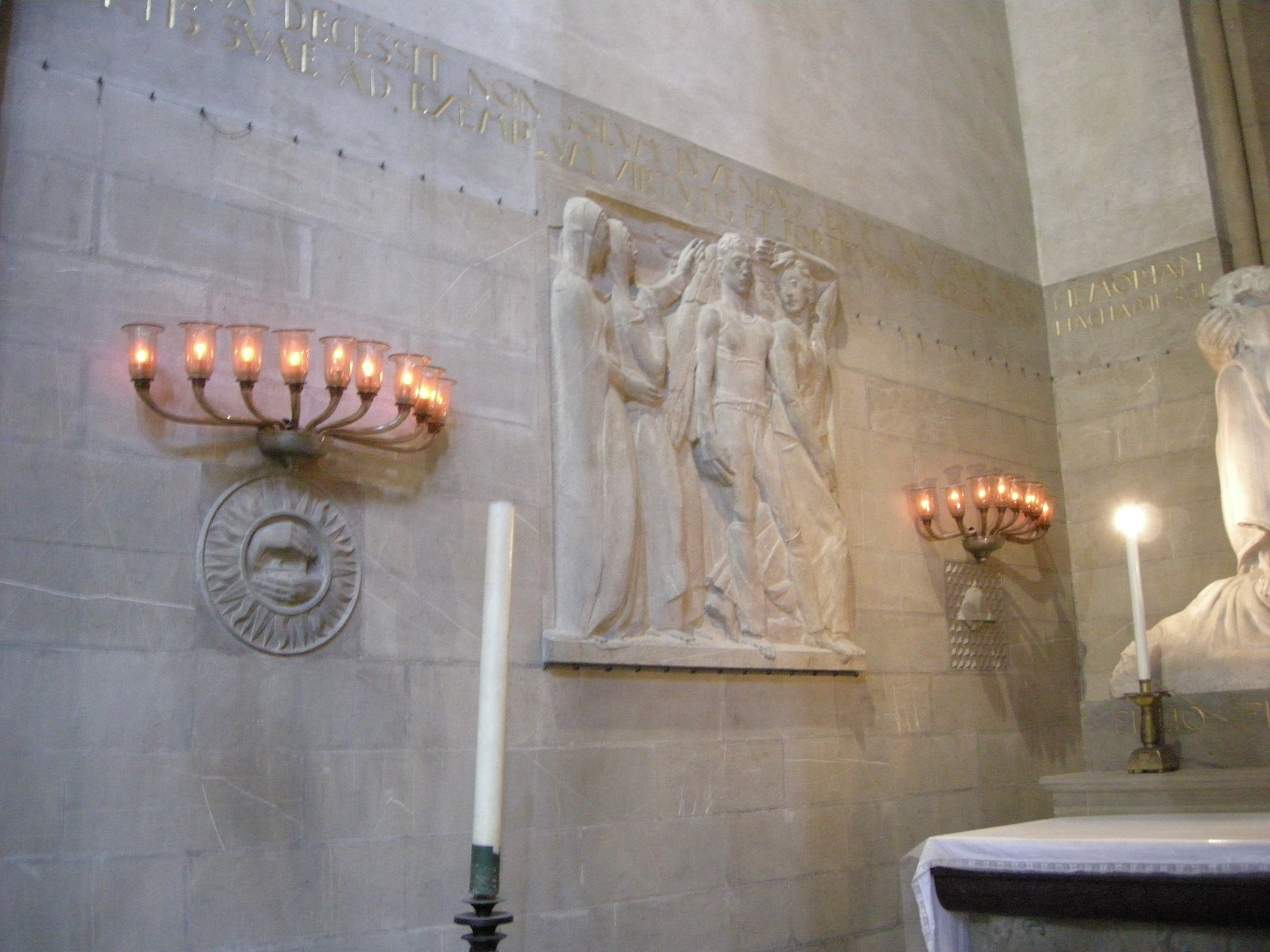
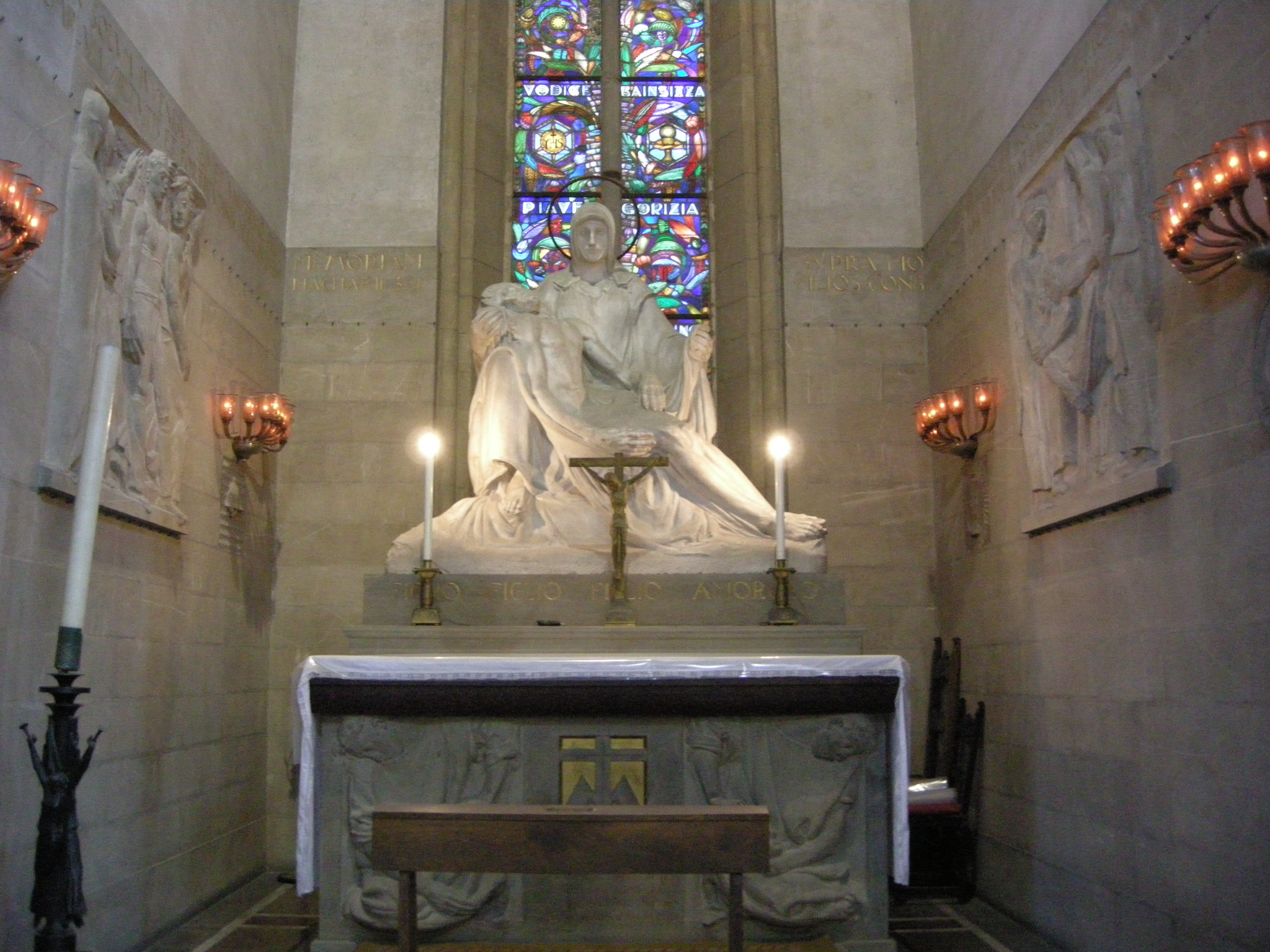
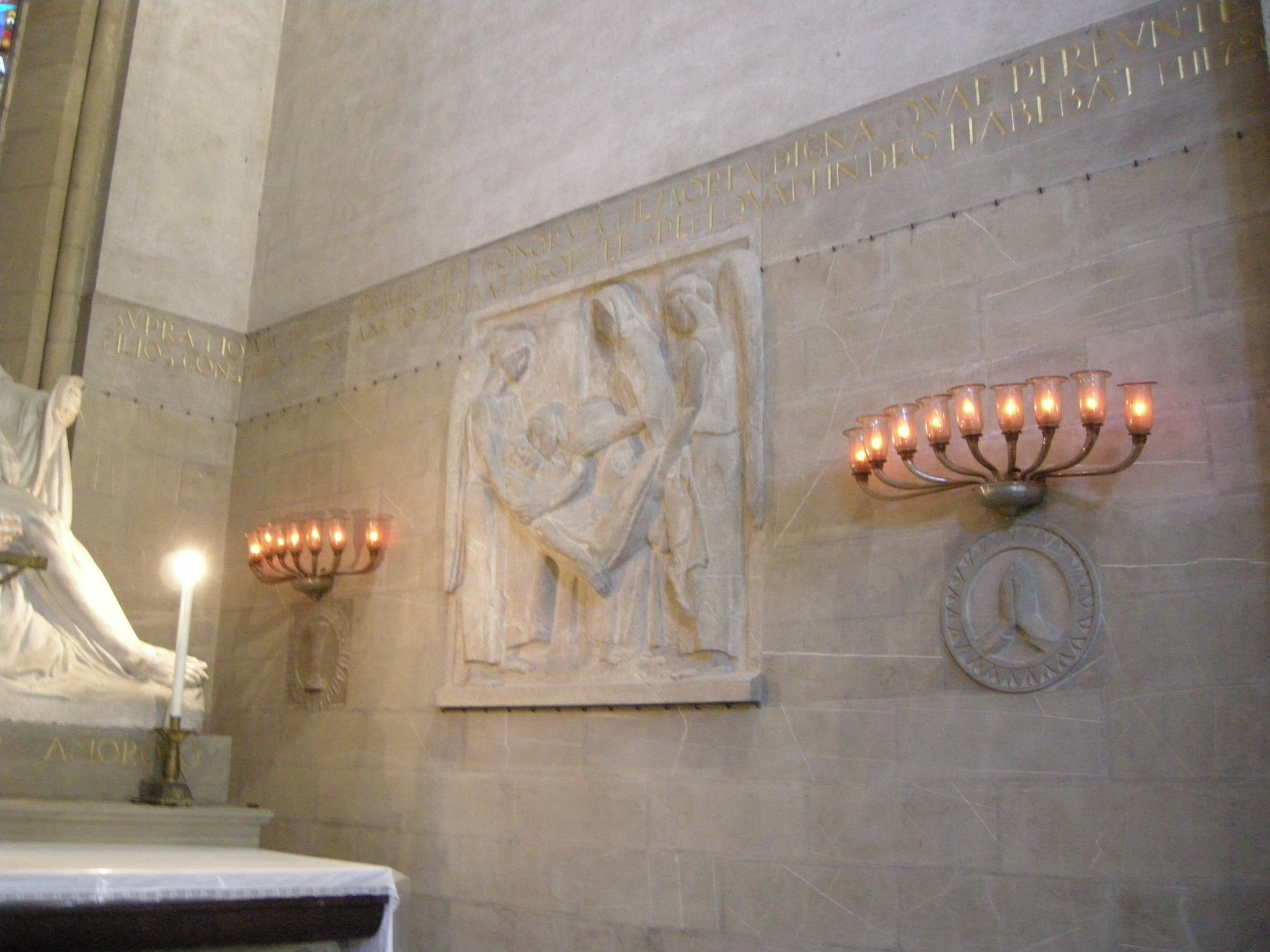

## Obras destacadas
De su estancia en París, cabría destacar
- "Mujer con címbalos" (1912)
- "Bailarina" (1912), inspirada en la escultura de Aristide Maillol
- "Diana y Acteón" (1914), realizado en bronce

En su última etapa en Italia, tras la Primera Guerra Mundial, los materiales preferidos para su obra son el bronce y el mármol y cabe destacar
- los Monumentos a los Caídos de Roncade (1922) y Saronno (1924)
- el Monumento a la Madre Italiana en Santa Croce, Florencia (1924-1925)
- el "Cristo Resucitado" en el Arco de la Victoria en Bolzano (1928)
- el grupo "Africo y Mensola" (1933), actualmente en la Galería Nacional de Arte Moderno en Roma